# Atoposauridae
Atoposauridae — родина крокодилоподібних архозаврів, що належать до Neosuchia. Більша частина родини відома від пізньої юри до ранньої крейди морських відкладень у Франції, Португалії та Баварії на півдні Німеччини. Однак відкриття роду Aprosuchus подовжує тривалість роду до кінця крейдяного періоду в Румунії.
Кладограма:

|  | Alligatorium   |
|  |                |
|  | Alligatorellus |
|  |                |
|  | Atoposaurus    |
|  |                |

|  | Montsecosuchus |
|  |                |
|  | Theriosuchus   |
|  |                |

|  | Alligatorium   |
|  |                |
|  | Alligatorellus |
|  |                |
|  | Atoposaurus    |
|  |                |

|  | Montsecosuchus |
|  |                |
|  | Theriosuchus   |
|  |                |